# Niella Belbo
Niella Belbo là một đô thị tại tỉnh Cuneo trong vùng Piedmont của Italia, vị trí cách khoảng 70 km về phía đông nam của Torino và khoảng 45 km về phía đông bắc của Cuneo. Tại thời điểm ngày 31 tháng 12 năm 2004, đô thị này có dân số 424 người và diện tích 11,5 km².
Niella Belbo giáp các đô thị: Bossolasco, Feisoglio, Gorzegno, Mombarcaro và San Benedetto Belbo.